# Dominator (Kings Dominion)
Dominator in Kings Dominion (Doswell, Virginia, USA) ist eine Stahlachterbahn vom Modell Floorless Coaster des Herstellers Bolliger & Mabillard, die am 24. Mai 2008 eröffnet wurde. Ursprünglich wurde sie am 5. Mai 2000 als Batman Knight Flight im Geauga Lake & Wildwater Kingdom eröffnet. 2004 wurde sie dann in Dominator umbenannt. Da der gesamte Park 2007 geschlossen wurde, wurde sie dort abgebaut und in Kings Dominion wieder aufgebaut.
Zurzeit gilt Dominator mit 1283 m als der längste Floorless Coaster weltweit und hält ebenso den Rekord für den höchsten Looping mit einem Durchmesser von 41 m. Die Strecke erreicht eine Höhe von 48 m und besitzt einen 45 m hohen First Drop mit einem Gefälle von 57°, auf dem die Züge eine Höchstgeschwindigkeit von 105 km/h erreichen. Eine Cobra-Roll und die interlocking Corkscrews sind neben dem Looping die anderen bedeutenden Elemente von Dominator.

## Züge
Dominator besitzt drei Züge mit jeweils acht Wagen. In jedem Wagen können vier Personen (eine Reihe à vier Personen) Platz nehmen. Als Rückhaltesystem kommen Schulterbügel zum Einsatz.